# Eleição municipal de Teresina em 2004
A eleição municipal em Teresina em 2004 aconteceram como parte das eleições municipais nos 26 estados brasileiros. Pela segunda vez na história uma eleição municipal foi decidida em dois turnos: o primeiro em 3 de outubro e o segundo em 31 de outubro. Nove candidatos disputaram a prefeitura, mas a vitória coube ao médico Silvio Mendes, que foi Secretário Municipal de Saúde (1994-2004) nas administrações Wall Ferraz, Francisco Gerardo e Firmino Filho.
Foram eleitos ainda vinte e um vereadores.
No Piauí foram eleitos prefeitos, vice-prefeitos e vereadores em 222 municípios.

## Candidatos
|  | Nº | Candidato(a) a prefeito | Candidato(a) a prefeito                                        | Candidato(a) a vice-prefeito | Candidato(a) a vice-prefeito                                | Coligação |
|  | -- | ----------------------- | -------------------------------------------------------------- | ---------------------------- | ----------------------------------------------------------- | --- |
|  | 12 |                         | Luiz Augusto Prado (PDT) Luiz Augusto Passos Prado             |                              | Adão Wallace (PPS) Adão Wallace Luz Mendes                  | Mudança pra valer - Partido Democrático Trabalhista (PDT) - Partido Popular Socialista (PPS) |
|  | 13 |                         | Flora Izabel (PT) Flora Izabel Nobre Rodrigues                 |                              | Pastor Gessivaldo (PSL) Gessivaldo Isaías de Carvalho Silva | Teresina é de Todos - Partido dos Trabalhadores (PT) - Partido Social Liberal (PSL) - Partido Comunista Brasileiro (PCB) - Partido dos Aposentados da Nação (PAN) - Partido da Mobilização Nacional (PMN) - Partido Trabalhista do Brasil (PTdoB) |
|  | 15 |                         | Adalgisa Moraes Souza (PMDB) Adalgisa Carvalho de Moraes Souza |                              | Marcos Silva (PMDB) Marcos Tavares Silva                    | Teresina com Mais Amor - Partido do Movimento Democrático Brasileiro (PMDB) - Partido Progressista (PP) - Partido da Social Democrata Cristão (PSDC)                                                                                              |
|  | 16 |                         | Geraldo Carvalho (PSTU) Geraldo do Nascimento Carvalho         |                              | Jociana Sousa (PSTU) Jociana Maria de Sousa                 | Sem coligação - Partido Socialista dos Trabalhadores Unificado (PSTU) |
|  | 20 |                         | Pastor José Roberto (PSC) José Roberto Nunes Leão              |                              | Fábio Renault (PTN) Fábio Renault Aguiar Sales              | Por uma Teresina diferente - Partido Social Cristão (PSC) - Partido Trabalhista Nacional (PTN) - Partido Humanista da Solidariedade (PHS) |
|  | 25 |                         | Lourival Nery (PFL) Lourival Ferreira Nery Junior              |                              | Iracema Santos Rocha (PFL) Iracema Santos Rocha da Silva    | Sem coligação - Partido da Frente Liberal (PFL) |
|  | 45 |                         | Silvio Mendes (PSDB) Silvio Mendes de Oliveira Filho           |                              | Elmano Férrer (PTB) Elmano Férrer de Almeida                | Teresina no Caminho Certo - Partido da Social Democracia Brasileira (PSDB) - Partido Trabalhista Brasileiro (PTB) - Partido Liberal (PL) - Partido Trabalhista Cristão (PTC) - Partido Verde (PV)                                                 |
|  | 56 |                         | Quém Quém (PRONA) Francisco das Chagas Costa Oliveira          |                              | Dani Oliveira (PRONA) Daniele Costa Oliveira                | Sem coligação - Partido de Reedificação da Ordem Nacional (PRONA) |
|  | 65 |                         | Robert Rios (PCdoB) Robert Rios Magalhães                      |                              | Messias Júnior (PSB) José Messias Andrade Júnior            | PCdoB-PSB-PRTB - Partido Comunista do Brasil (PCdoB) - Partido Socialista Brasileiro (PSB) - Partido Renovador Trabalhista Brasileiro (PRTB) |

## Resultados da eleição para prefeito
Todos os percentuais atribuídos a cada candidato são calculados segundo o número de votos válidos.
| Candidato(a)                 | Vice                       | 1º Turno 3 de outubro de 2004 | 1º Turno 3 de outubro de 2004 | 2º Turno 31 de outubro de 2004 | 2º Turno 31 de outubro de 2004 |
| Candidato(a)                 | Vice                       | Votação                       | Votação                       | Votação                        | Votação                        |
| Candidato(a)                 | Vice                       | Total                         | Porcentagem                   | Total                          | Porcentagem                    |
| ---------------------------- | -------------------------- | ----------------------------- | ----------------------------- | ------------------------------ | ------------------------------ |
| Silvio Mendes (PSDB)         | Elmano Férrer (PTB)        | 177.687                       | 48,89%                        | 204.662                        | 58,48%                         |
| Adalgisa Moraes Souza (PMDB) | Marcos Silva (PMDB)        | 93.425                        | 25,70%                        | 145.280                        | 41,52%                         |
| Quém Quém (PRONA)            | Dani Oliveira (PRONA)      | 30.535                        | 8,40%                         | Não participaram               | Não participaram               |
| Flora Izabel (PT)            | Pastor Gessivaldo (PSL)    | 27.457                        | 7,55%                         | Não participaram               | Não participaram               |
| Robert Rios (PCdoB)          | Messias Júnior (PSB)       | 16.066                        | 4,42%                         | Não participaram               | Não participaram               |
| Lourival Nery (PFL)          | Iracema Santos Rocha (PFL) | 7.942                         | 2,19%                         | Não participaram               | Não participaram               |
| Pastor José Roberto (PSC)    | Fábio Renault (PTN)        | 4.457                         | 1,23%                         | Não participaram               | Não participaram               |
| Luiz Augusto Prado (PDT)     | Adão Wallace (PPS)         | 4.394                         | 1,21%                         | Não participaram               | Não participaram               |
| Geraldo Carvalho (PSTU)      | Jociana Sousa (PSTU)       | 1.497                         | 0,41%                         | Não participaram               | Não participaram               |
| Total de votos válidos       | Total de votos válidos     | 363.460                       | 100,00%                       | 349.942                        | 100,00%                        |
| Votos apurados               |                            |                               |                               |                                |                                |
| Votos válidos                | Votos válidos              | 363.460                       | 93,95%                        | 349.942                        | 94,58%                         |
| Votos em branco              | Votos em branco            | 6.221                         | 1,61%                         | 5.195                          | 1,40%                          |
| Votos nulos                  | Votos nulos                | 17.188                        | 4,44%                         | 14.861                         | 4,02%                          |
| Total de votos apurados      | Total de votos apurados    | 386.869                       | 100,00%                       | 369.998                        | 100,00%                        |
| Eleitores                    |                            |                               |                               |                                |                                |
| Comparecimento               | Comparecimento             | 386.869                       | 85,00%                        | 369.998                        | 81,29%                         |
| Abstenções                   | Abstenções                 | 68.269                        | 15,00%                        | 85.140                         | 18,71%                         |
| Total de eleitores           | Total de eleitores         | 455.138                       | 100,00%                       | 455.138                        | 100,00%                        |

## Vereadores eleitos
Coube ao PSDB eleger a maior bancada com cinco assentos em vinte e um possíveis cabendo à coligação do prefeito eleito Silvio Mendes um total de dez vereadores. Dentre os parlamentares de oposição quatro apoiaram Adalgisa Moraes Souza, três Flora Izabel, dois Robert Rios enquanto as candidaturas de Lourival Nery e Luiz Augusto Prado elegeram um vereador cada.
| Candidato eleito    | Partido | Votação | Cidade onde nasceu        | Unidade federativa |
| José Ferreira       | PSDB    | 7.723   | Teresina                  | Piauí              |
| Paulo Dantas        | PSDB    | 6.535   | Teresina                  | Piauí              |
| Carmem Lúcia        | PMDB    | 5.703   | Teresina                  | Piauí              |
| Fernando Said       | PSDB    | 5.637   | Teresina                  | Piauí              |
| Luiz Humberto Sebim | PSDB    | 5.606   | Teresina                  | Piauí              |
| Elizeu Aguiar       | PTB     | 5.541   | Teresina                  | Piauí              |
| Francisco Nogueira  | PSDB    | 5.457   | Crato                     | Ceará              |
| Ananias Carvalho    | PV      | 5.256   | Barras                    | Piauí              |
| Olésio Coutinho     | PTB     | 5.218   | Campo Maior               | Piauí              |
| Carlos Filho        | PFL     | 5.199   | Teresina                  | Piauí              |
| Graça Amorim        | PTB     | 5.187   | Oeiras                    | Piauí              |
| João Cláudio Moreno | PCdoB   | 5.057   | Piripiri                  | Piauí              |
| Sgt. R. Silva       | PP      | 4.964   | Teresina                  | Piauí              |
| Dr. Pessoa          | PDT     | 4.951   | Água Branca               | Piauí              |
| Teresa Brito        | PV      | 4.842   | Piripiri                  | Piauí              |
| Valdinar Pereira    | PP      | 4.443   | Teresina                  | Piauí              |
| Inácio Carvalho     | PMDB    | 4.140   | Teresina                  | Piauí              |
| Cícero Magalhães    | PT      | 3.678   | São Benedito do Rio Preto | Maranhão           |
| Urbano Eulálio      | PSB     | 3.230   | Picos                     | Piauí              |
| Joninha             | PCB     | 3.113   | União                     | Piauí              |
| Jacinto Teles       | PT      | 2.485   | Jaicós                    | Piauí              |